# Мадонна (картина Мунка)
Мадонна (норв. Madonna, відома також як «Зачаття» та «Любляча жінка») — картина норвезького художника-експресіоніста Едварда Мунка. Перший варіант «Мадонни» був написаний у 1893–1894 роках, в 1895 році була виконана літографія. Загалом Мунк створив п'ять варіантів картини.
У 2004 році «Крик» і «Мадонну» пензля Мунка викрали з Музею Мунка. Обидві картини знайдено 2006 року. Вони зазнали незначних ушкоджень і були повернуті до експозиції в травні 2008 року після реставрації.

## Передумови
У травні 1890 року Мунк приїхав у Християнію, де проходила виставка його робіт. Відгуки критиків були, як завжди, різними, але в цілому більш привітними, ніж раніше. Наприкінці року він знову їде до Франції, проводить зиму в Ніцці. У квітні художник відвідав Салон Незалежних, де, мабуть, бачив картини Ван Гога і Гогена.
У цей період остаточно оформляється фірмовий «експресіоністський» стиль Мунка — виразні лінії, спрощені форми, символічні сюжети. Повернувшися до Норвегії, він пише картину «Меланхолія», в якій вже не відчувається ніяких імпресіоністських впливів. Протягом року з'являється на світ перше полотно з майбутнього циклу «Фриз життя» — «Настрій на заході» —  картина, з якої пізніше виросте «Крик».
У 1892 проходить персональна виставка Мунка, яка несподівано викликає захоплення Адельстена Нормана, художника-пейзажиста, який мав репутацію консерватора. Незабаром Норман влаштував художнику виставку в Берліні. Проте в такому вигляді, яким його задумав Мунк, Фриз демонструвався тільки у 1903 році в галереї Берлінський сецессіон. Картини, що розмістилися на чотирьох стінах виставкового залу, поділялися на чотири розділи: «Народження любові», «Розквіт і захід любові», «Страх життя» і «Смерть». Серед них були «Мадонна», «Крик», «Вечір на вулиці Карла Юхана», «Попіл», «Танець життя» та інші.

## Опис
Мадонна зображена молодою оголеною жінкою з напівзаплющеними в екстазі очима і розпущеним чорним волоссям, яке символізує неспокійну душу. Образ народжує передчуття трагедії. Від канонічного зображення Мадонни залишився тільки німб навколо голови. Мунк не використовував прямих ліній — жінку оточують м'які хвилі.
Полотно повинно було відображати цикли життя жінки: зачаття, народження дитини і смерть. Вважається, що першу стадію обумовлює поза Мадонни, другу Мунк відобразив у літографії 1895 року. Літографія відрізняється від інших варіантів оформленням у вигляді рами із зображеннями сперматозоїдів і маленькою фігуркою в позі ембріона у лівому нижньому кутку. Про асоціації зі смертю може свідчити те, що любов у розумінні Мунка завжди була нерозривно пов'язана зі смертю. Крім того, погоджуючись із Шопенгауером, Мунк вважав, що функція жінки завершена після народження дитини.
Натурницею для однієї з версій картини була Дагні Юль  — дружина польського письменника Станіслава Пшибишевського і близька подруга Мунка. Юль переїхала до Осло у 1890 році, змінила прізвище і до 1892 жила там життям богеми.

## Відгуки і трактування
Вернер Хофман зауважив, що картина є 
|  | дивним релігійним зображенням прославляння декадентської любові. Культ сильної жінки <…> надає фігурі монументальних пропорцій, але це також робить з неї демона. Оригінальний текст (англ.) strange devotional picture glorifying decadent love. The cult of the strong woman who reduces man to subjection gives the figure of woman monumental proportions, but it also makes a demon of her |

Сігурн Рафтлер, історик мистецтва в Національній галереї Осло, стверджує, що золотий німб Марії був замінений червоним німбом, що символізує любов і біль. Точка зору глядача — людини, яка займається любов'ю з жінкою. Навіть у цій незвичайній позі вона втілює в собі деякі з ключових елементів канонічних уявлень про Діву Марію — тишу, спокій, впевненість. Її очі заплющені, висловлюючи скромність, але вона одночасно освітлена згори. Її тіло уникає світла, намагаючись залишитися у пітьмі. У цьому вбачається зв'язок із зображенням Благовіщення. Роберт Мелвілл стверджує, що образ зображує «екстаз і біль в акті любові». Феміністка-критик Керол Дункан схильна інтерпретувати фігуру як фатальну жінку.
|  | Мадонна Мунка (1893–94), переважно фатальна жінка, візуально натякає на віктимізацію. Знайомі жести капітуляції (руки за головою) і полону (руки за спиною), очевидно, м'яко підкреслені. Ці жести мають довгу історію у західному мистецтві … Мунк використовував їх у своїй Мадонні, аби пом'якшити твердження жіночої сили; жест поразки тонко перевіряє темну, нездоланну силу жінки. Ця амбівалентність наявна у просторовому взаємозв'язку між фігурою і глядачем: жінка може і лежати під ним, і підніматися вертикально перед ним. Оригінальний текст (англ.) Munch's Madonna (1893-94), a femme fatale par excellence, visually hints at the imagery of victimization. The familiar gestures of surrender (the arm behind the head) and captivity (the arm behind the back, as if bound) are clearly if softly stated. These gestures have a long history in Western art.... Munch used it in his Madonna to mitigate his assertion of female power; the gesture of defeat subtly checks the dark, overpowering force of Woman. The same ambivalence can also be seen in the spatial relationship between the figure and the viewer: the woman can be read as rising upright before him or as lying beneath him. |

|  | Це інвертоване зображення діви-матері є дослідженням чуттєвості, пронизаної образами смерті та тління. Чоловічі бажання буквально перетворилися на хвилясте обрамлення полотна спермою, а ейфорійна, захоплена сексуальність оголеної жінки написана зміїними мазками. Її закриті очі, як у Beata Beatrix, дистанціюють та відокремлюють героїню від глядача; ця жінка є недоторканною... Гомункулус, або плід в лівому кутку стискається перед таким жіночим стриманням і повнотою. Оригінальний текст (англ.) This inverted portrayal of the virgin mother is a study of sensuality shot through with imagery of death and corruption. Male desire is literally transfigured into the undulating sperm framing the canvas, and the euphoric, ecstatic sexuality of the naked woman is described in serpentine brushstrokes. Her closed eyes, like those of Beata Beatrix, distance and separate the subject of the painting from the spectator; this woman is inviolate, revelling in her closed-off auto-erotic sensuality. The homunculus, or foetus in the left-hand corner shrinks into itself in the face of such supreme female self-containment and plenitude. |

## Версії картини
Різні версії «Мадонни» перебувають в музеї Мунка і Національному музеї мистецтва, архітектури і дизайну в Осло, а також у Кунстхалле в Гамбурзі. Ще дві версії належать приватним колекціонерам: бізнесмену Нельсону Бліцу та американському магнату-засновнику хедж-фонду S.A.C. Capital Advisors Стівену Когену.

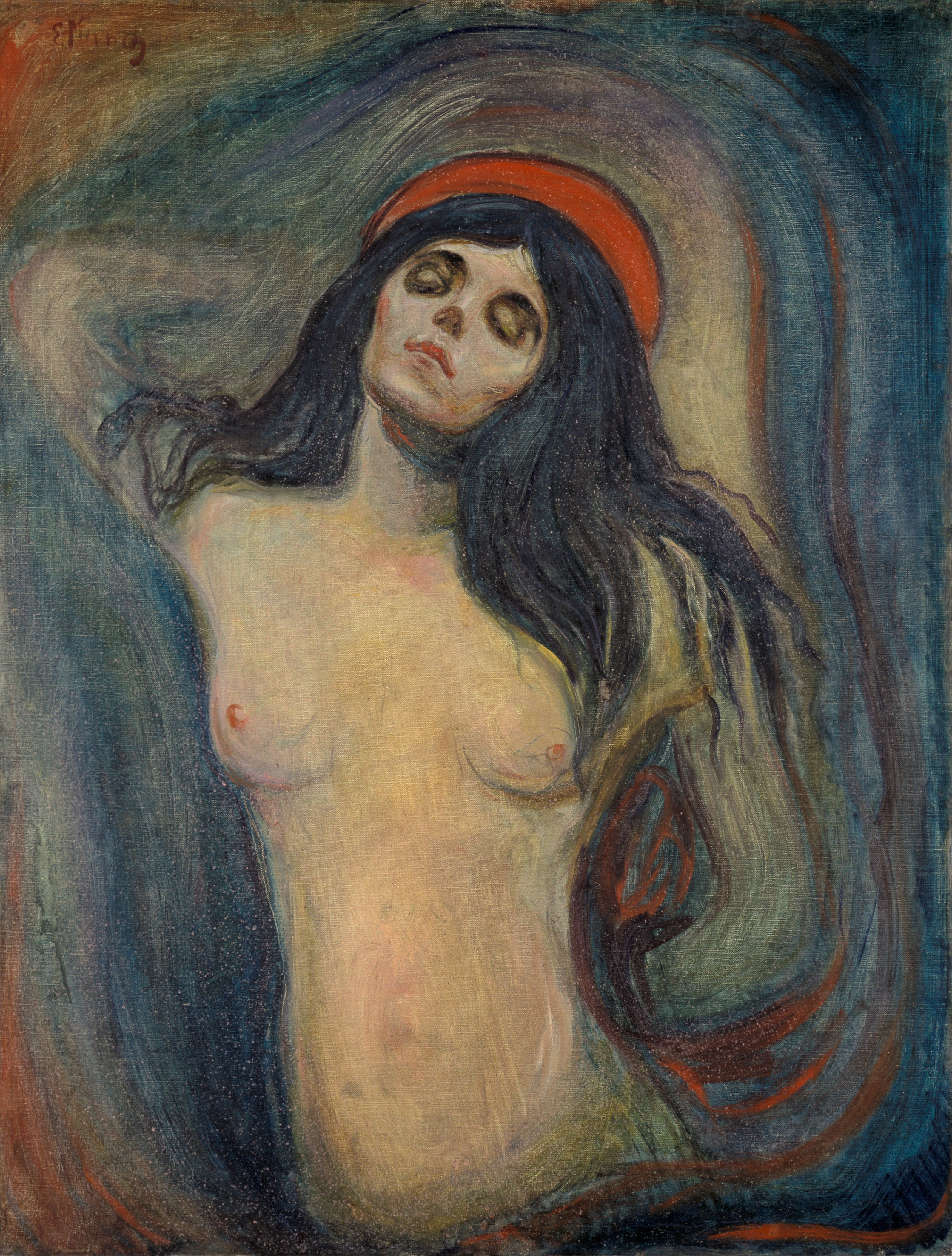
Версія в музеї Мунка, Осло. 1894. 90 см × 68 см.
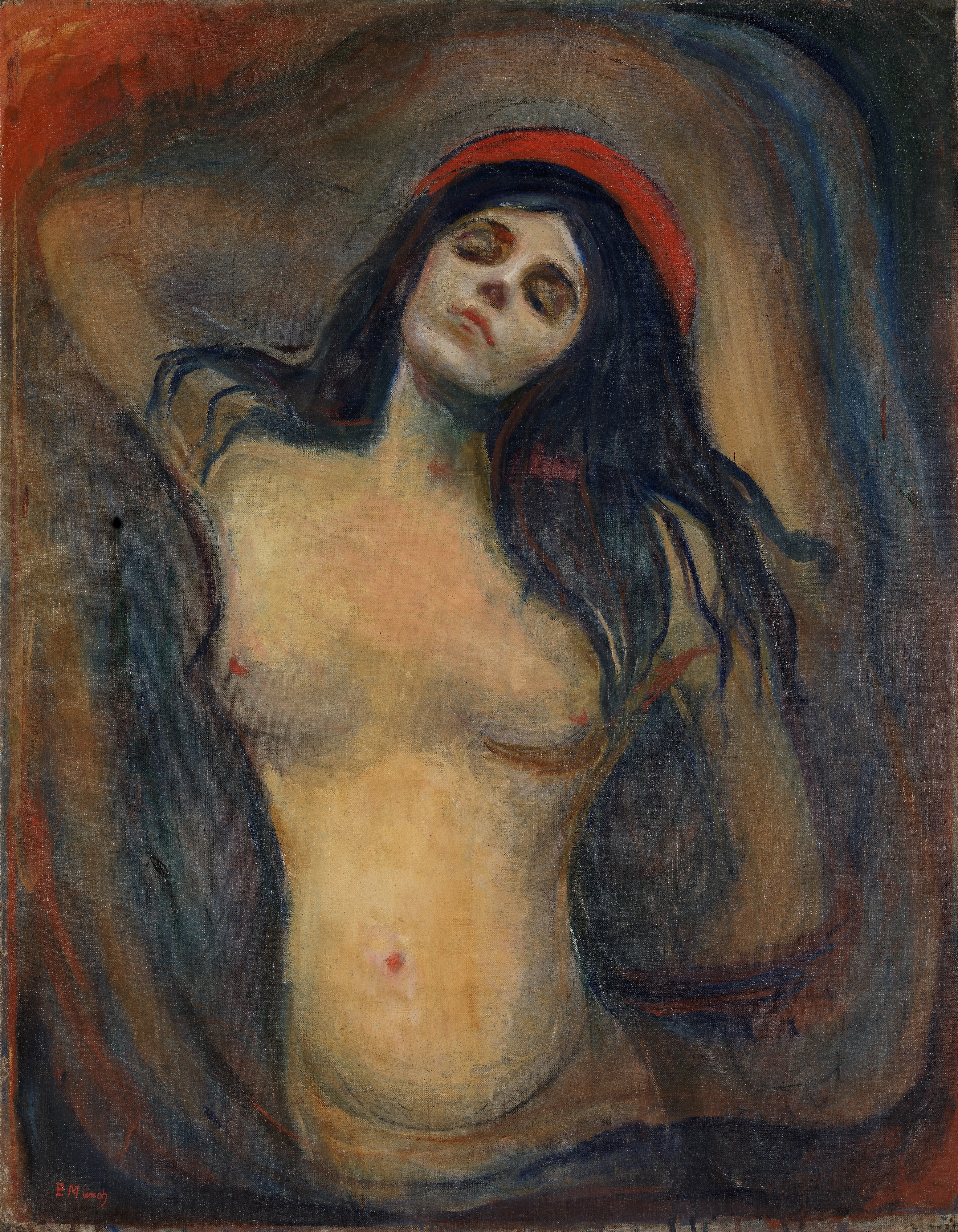
Версія у Національному музеї мистецтва, архітектури і дизайну в Осло. 1894–95. 91 см × 70.5 см.
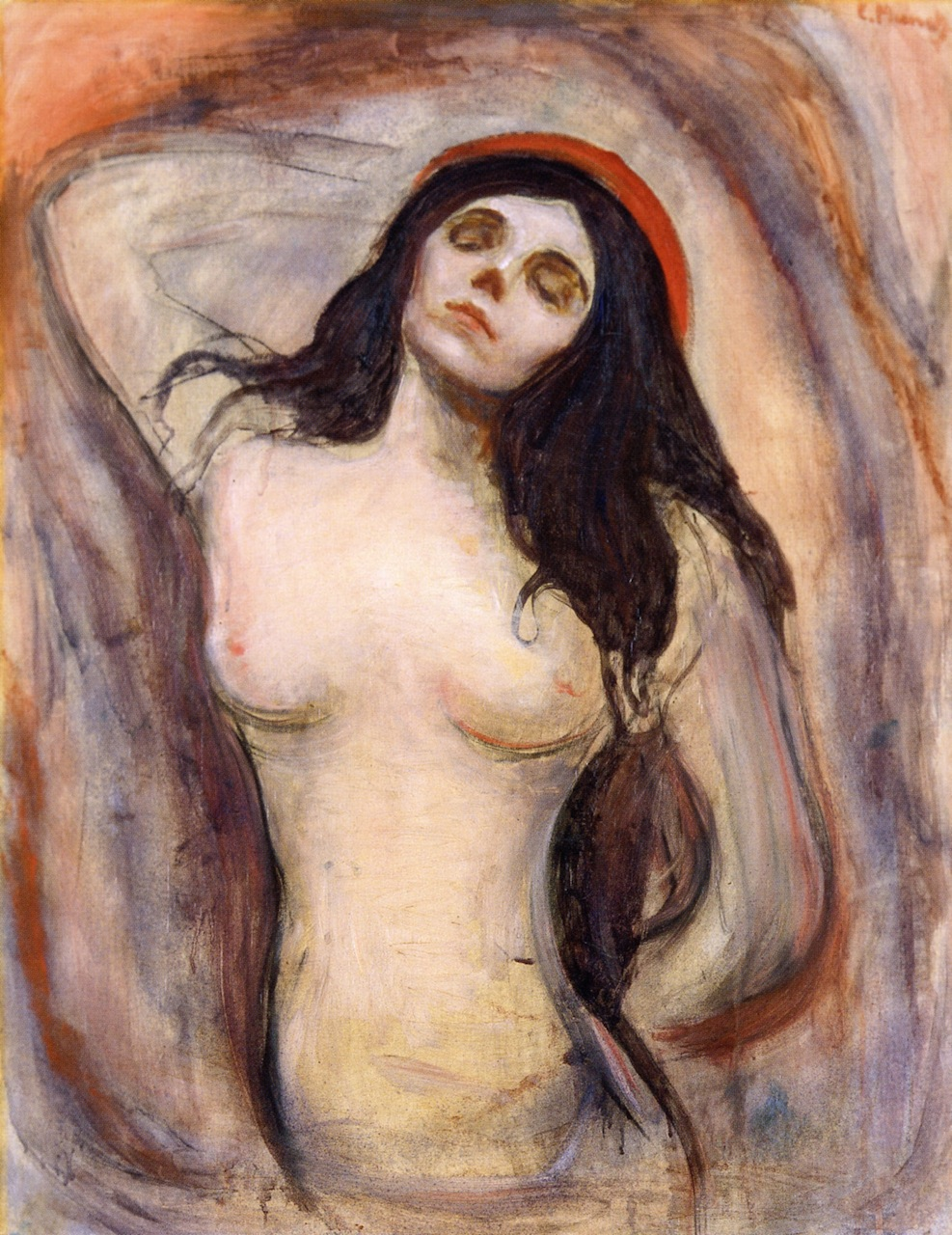
Версія у Гамбурзькій картинній галереї. 1895. 90 × 71 см.
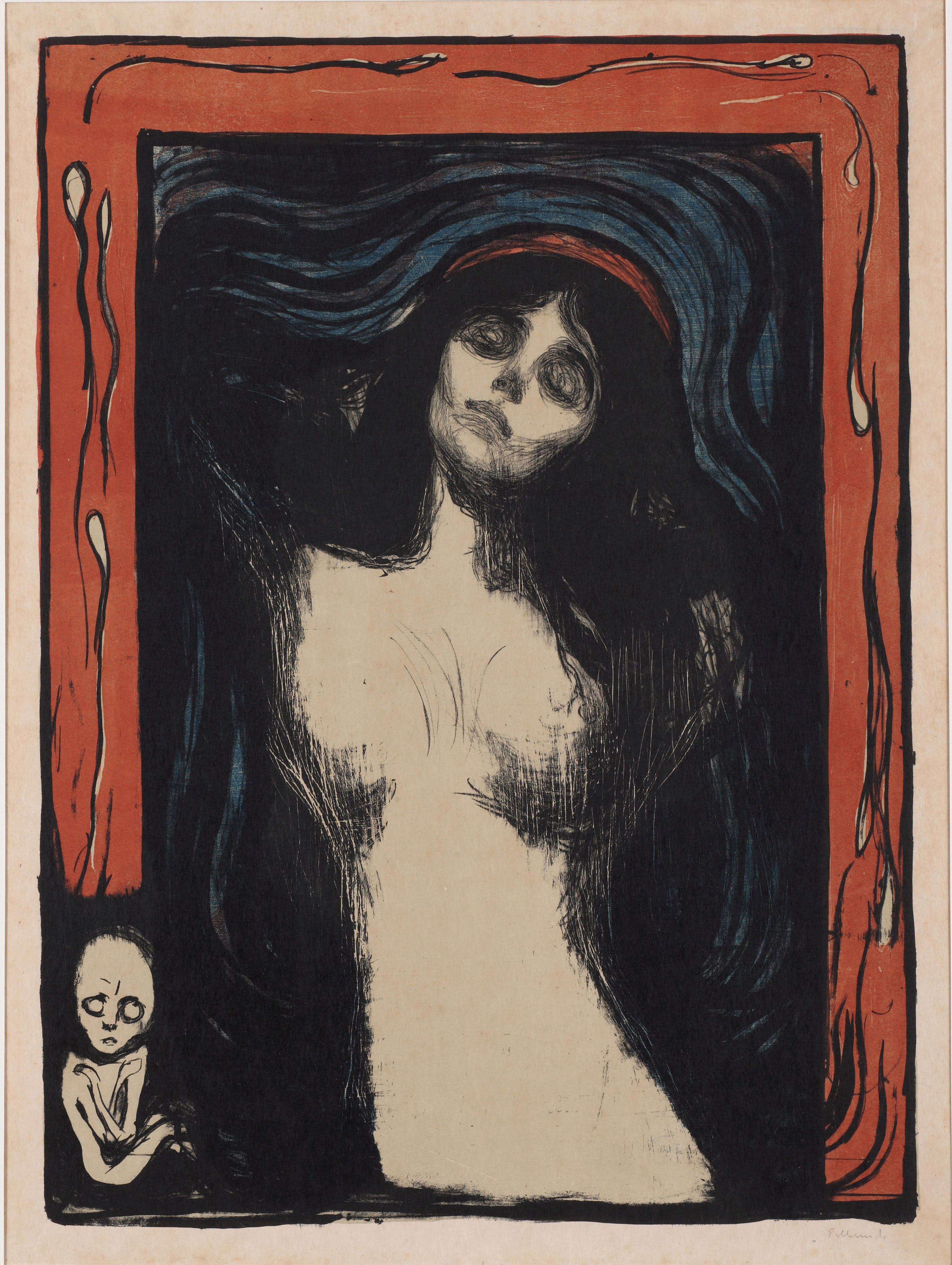
Літографія з музею Ōhara Bijutsukan, Курасікі. 1895—1902. 60,5 × 44.4 см.

## Деякі факти
У 2010 році кольорову версію літографії було продано за 1,25 млн £ аукціоном Bonhams, Лондон. Мадонна стала найдорожчим принтом, проданим у Великій Британії.
15 лютого 2013 року чотири норвезькі поштові марки опублікувала Posten Norge. Вони відтворювали роботи Мунка до 150-ї річниці від дня його народження. Великий план голови Мадонни на одній з версій літографії був використаний для марки номіналом 17 крон.

## Крадіжки
29 березня 1990 року версія Мадонни та три інші твори мистецтва були викрадені з галереї Kunsthuset AS в Осло. 22 червня 1990 року поліція знайшла три картини в приватному будинку у Драммені, Норвегія. Четверта картина знайшлася за день до того в приватному будинку у сусідньому Санде. В ході судових розглядів Оле Крістіан Бах був засуджений до семи місяців тюремного ув'язнення.

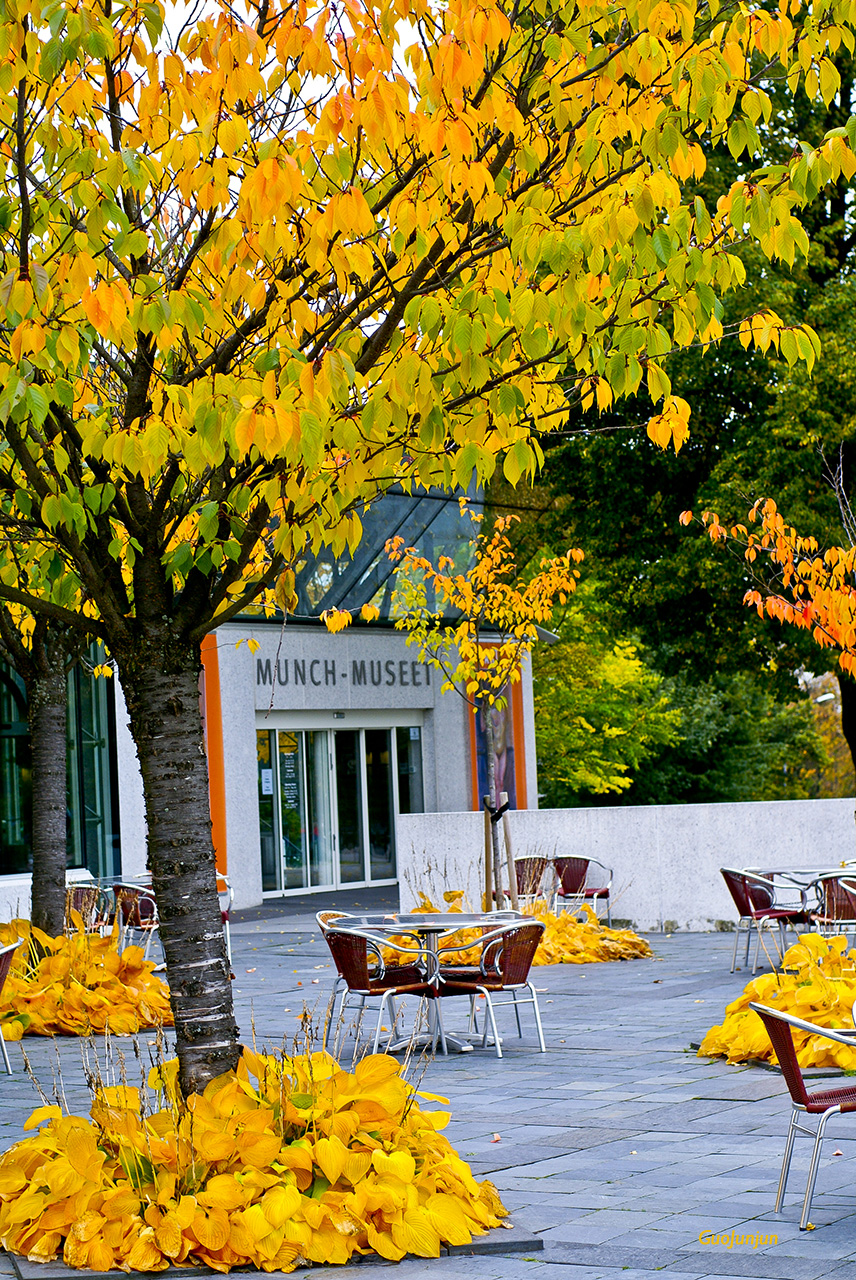
Музей Мунка

22 серпня 2004 року посеред білого дня чоловіки в масках увірвалися до Музею Мунка в Осло і викрали дві картини Мунка: «Крик» і «Мадонну». Прикметно, що перехожому вдалося сфотографувати злодіїв у той момент, як вони втікали з витворами мистецтва у напрямку до авто. 8 квітня 2005 року норвезька поліція заарештувала підозрюваних у скоєнні крадіжки, проте картини не знайшли, що навіть породило чутки, що їх спалили самі крадії, аби позбутися доказів злодіяння. 1 червня 2005 року, коли вже четверо підозрюваних у злочині перебували під вартою, міська влада Осло оголосила про винагороду у 2 млн норвезьких крон (313,500 $ або 231,200 € за тодішнім курсом) за будь-яку інформацію, яка допомогла б встановити перебування полотен. Попри те, що картини не знайшли, шестеро чоловіків на початку 2006 року постали перед судом, звинувачені, хто у сприянні скоєнню злочину, хто у безпосередньому викраденні. Троє з них були засуджені  в травні 2006 року до різних термінів ув'язнення (від 4 до 8 років), ще двоє засуджених, Бйорн Хоен (Bjørn Hoen) і Петер Таральдсен (Petter Tharaldsen), мали сплатити величезні штрафи (750 млн крон або 117.6 млн. $ або 86.7 млн. €) міській управі Осло.
31 серпня 2006 року норвезька поліція оголосила, що в результаті оперативних заходів виявлено обидві картини «Крик» і «Мадонна», так і не розкривши деталей операції. Повідомлялося, що полотна у кращому, ніж сподівалися, стані. «Ми на сто відсотків упевнені, що перед нами оригінали, — заявив на прес-конференції шеф поліції Івер Стеншруд (Iver Stensrud), — Ушкодження виявились меншими, ніж ми боялися». Директор Музею Мунка Інґеборґ Ідшті (Ingebjørg Ydstie) підтвердила цю інформацію, наголосивши на тому, що завдані ушкодження можливо усунути. «Крик» мав сліди вологи на лівому нижньому куті, тоді як «Мадонна» мала декілька плям на правій стороні й два невеликих отвори на зображенні руки Богоматері. Перш ніж почалися реставраційні роботи, полотна виставили на огляд у Музеї Мунка від 27 вересня 2006 року. Впродовж 5-денної виставки 5500 відвідувачів побачили ушкоджені полотна. Вже відреставровані картини були повернуті в постійну експозицію 23 травня 2008 року, коли розпочала роботу виставка «Крик і Мадонна — Повернення» (англ. «Scream and Madonna — Revisited»). Деякі ушкодження «Крику» усунути не вдалося, однак цілісність витвору мистецтва не було порушено.

## Виноски
1. ↑  Стенерсен, Рольф. Эдвард Мунк. М.: Искусство, 1972 г.
2. 1 2  About the motif Scream and Madonna (PDF). Музей Мунка. 15 мая 2008. Архів оригіналу (PDF) за 08-04-2012. Процитовано 8 жовтня 2009.
3. ↑  Нэсс, 81
4. ↑  Нэсс, 101—102
5. ↑  Prideaux, Sue. Edvard Munch: Behind the Scream. — Yale University Press, 2012. — стор. 225
6. ↑  Энциклопедия искусства XX века (російською) . ОЛМА Медиа Групп. 2002. с. 208. ISBN 5224032415. Архів оригіналу за 11 червня 2016. Процитовано 26 травня 2016.
7. ↑  Страх смерти и жажда жизни: 5 картин Эдварда Мунка (російською) . МИА «Россия сегодня». 14.12.2013. Архів оригіналу за 28 червня 2016.
8. ↑  Madonna, 1894 by Edvard Munch. www.EdvardMunch.org (english) . Архів оригіналу за 18 травня 2016. Процитовано 26 травня 2016.
9. ↑  Mary Kay Norseng. Dagny: Dagny Juel Przybyszewska, the Woman and the Myth. — ISBN 0295969997.
10. ↑  Sue Prideaux. Edvard Munch: Behind the Scream. — Yale University Press. — ISBN 9780300124019.
11. ↑  Werner Hofmann, The Earthly Paradise: Art in the Nineteenth Century, G. Braziller, New York, 1961, p.351.
12. ↑  ecstasy and pain in the act of love
13. ↑  Melville, Robert, in J. M. Richards and Nikolaus Pevsner, eds., The Anti-Rationalists, 1973, p. 143.
14. 1 2  Carol Duncan, «The Aesthetics of Power in Modern Erotic Art», in Joanna Frueh (ed), Feminist Art Criticism: An Anthology, New York, 1991, p. 63.
15. ↑  Day, Peter, Vampires: Myths and Metaphors of Enduring Evil, Rodopi, Amsterdam, 2006, p.47.
16. ↑  Mason, Melvin. Greenwich Home to Billionaires on Forbes List. The Greenwich Daily Voice. Архів оригіналу за 27 квітня 2013. Процитовано 26 липня 2012.
17. ↑  «Edvard Munch Madonna print sells for record £1.25m: Artwork doubles estimate to become the most expensive print sold in the UK», The Guardian, Tuesday 13 July 2010 [Архівовано 5 травня 2012 у Wayback Machine.].
18. ↑  Munch's «The Scream» on a Postage Stamp. ThorNews.com. Архів оригіналу за 19 квітня 2019. Процитовано 26 травня 2016.
19. ↑  «Espen Lie med „sannheten“ om Bach og Madonna» NTB 13.05.1992
20. ↑  «Bach dømt til sju måneders fengsel for heleri», NTBtekst 11.09.1992
21. ↑  Scream stolen from Norway museum. BBC News. 22 серпня 2004. Архів оригіналу за 29 грудня 2017. Процитовано 3 вересня 2006.
22. ↑  Oslo police arrest Scream suspect. BBC News. 8 квітня 2005. Архів оригіналу за 6 березня 2016. Процитовано 22 грудня 2007.
23. ↑  Famous Munch paintings destroyed?. Norway Post. 28 квітня 2005. Архів оригіналу за 29 вересня 2007. Процитовано 22 грудня 2007. {{cite news}}: Cite має пустий невідомий параметр: |3= (довідка)
24. ↑  Reward offered for Scream return. BBC News. 1 червня 2005. Архів оригіналу за 7 березня 2016. Процитовано 22 грудня 2007.
25. ↑  Three guilty of The Scream theft. BBC News. 2 травня 2006. Архів оригіналу за 29 червня 2013. Процитовано 22 грудня 2007.
26. ↑  Munch paintings recovered. Aftenposten. 31 серпня 2006. Архів оригіналу за 24 травня 2011. Процитовано 22 грудня 2007.
27. ↑  Stolen Munch paintings found safe. BBC News. 31 серпня 2006. Архів оригіналу за 1 серпня 2016. Процитовано 22 грудня 2007.
28. ↑  Munch paintings 'can be repaired'. BBC News. 1 вересня 2006. Архів оригіналу за 24 червня 2016. Процитовано 22 грудня 2007.
29. ↑  Museum to exhibit damaged Munch paintings. Aftenposten. 12 жовтня 2006. Архів оригіналу за 4 січня 2008. Процитовано 22 грудня 2007.
30. ↑  Munch Museum. Архів оригіналу за 12 серпня 2012. Процитовано 26 травня 2016.
31. ↑  About the conservation of The Scream and Madonna. Munch Museum. Архів оригіналу за 5 січня 2008. Процитовано 22 грудня 2007.
32. ↑  'The Scream' to go back on display after 2004 heist. AFP. 3 березня 2008.